# Victoria Åberg
Pour les articles homonymes, voir Åberg.
Ulrika Victoria Åberg, née le 23 février 1824 à Loviisa dans le Grand-duché de Finlande et morte le 15 juillet 1892 à Weimar dans le Grand-duché de Saxe-Weimar-Eisenach, était une peintre paysagiste finlandaise de l'école de Düsseldorf. Avec Alexandra Frosterus-Såltin, elle est considérée comme la première artiste finlandaise véritablement professionnelle.

## Biographie
Ulrika Victoria Åberg naît le 23 février 1824 à Loviisa.
Après ses premières leçons artistiques avec Joseph Desanord à Porvoo, Victoria Åberg travaille d'abord comme professeure de dessin dans une école de filles à partir de 1846 et fréquente l'école de dessin de la Finnish Art Society à Helsinki de 1848 à 1850 en même temps. En 1858, elle se rend à Düsseldorf, où elle est l'élève privée du peintre paysagiste norvégien Hans Fredrik Gude jusqu'en 1862, car il n'y a pas de formation artistique universitaire pour elle en tant que femme artiste. À Düsseldorf, elle rencontre l'élève de Schirmer, Alexander Michelis qui, en 1863, devient professeur de peinture de paysage à l'École des beaux-arts de Weimar. À Weimar, elle prend également des cours privés avec lui. Elle s'installe ensuite à Dresde, où Adrian Ludwig Richter est son professeur particulier. Gude et Richter font l'éloge de son talent ; ses tableaux sont exposés, récompensés et achetés à l'étranger. En 1868/1869 et 1870-1876 elle séjourne en Italie, surtout à Florence et Rome, puis en Allemagne, à partir de 1883 à Weimar. Après une formation de copiste très jeune, Åberg se consacre à la peinture de paysage, d'abord avec des motifs finlandais, puis principalement allemands et italiens. Son tableau Deutsche Landschaft, créé en 1860 lors d'un voyage d'étude à Düsseldorf, reçoit le premier prix de la Finnish Art Society en 1861. En 1865, elle devient membre honoraire de l'Académie russe des Beaux-Arts. Son portrait est peint en 1885 par Rosa Petzel (1831-1912) à Weimar.
Åberg commente la carrière ardue d'une peintre du XIXe siècle en ces termes : « Nous payons nos études de peinture, etc., en or, alors que les hommes les reçoivent gratuitement dans leurs académies ; en outre, nous payons non seulement les instructions, mais aussi les ateliers, le chauffage, les modèles ! Comment la vie peut-elle être si injuste de nos jours ? ».
Elle meurt le 15 juillet 1892 à Weimar.

## Œuvres
Ses œuvres représentent surtout des vues de Finlande, d'Allemagne et d'Italie et sont conçues d'après la vision réaliste.